# Hugo Lilliehöök
Hjalmar Hugo Lilliehöök (i riksdagen kallad Lilliehöök af Gälared och Kolbäck i Karlskrona), född 13 mars 1845 i Odenstad i Gillberga socken (Värmland), död 12 oktober 1912 i Broxvik i Jonsbergs socken (Östergötland), var en svensk ingenjör, direktör och riksdagsman.
Lilliehöök var elev vid Lindahl & Runers mekaniska verkstad i Gävle 1861–1862, elev vid Kungliga Tekniska högskolan i Stockholm 1862 och avlade examen vid dess fackskola för maskinbyggnadskonst och mekanisk teknologi 1865.
Han blev riddare av Vasaorden 1887, ledamot av krigsvetenskapsakademin 1893, kommendör av Vasaorden 1901, kommendör av första klassen 1903 och kommendör Dannebrogorden av andra graden 1905.
Under åren 1894–1896 tillhörde han riksdagens andra kammare som representant för Karlskrona och var 1890–1896 stadsfullmäktige i Karlskrona och 1899–1907 i Stockholm.
Han gifte sig 1878 i Stockholm med Ingeborg Emilia Augusta Enell (1857–1945). De är begravda på Galärvarvskyrkogården i Stockholm.

## Yrkeskarriär
Hugo Lilliehöök var anställd hos 
- Mausley sons och Field sjömaskinverkstad i London 1865–1866
- Ritare vid dess skeppsbyggeriavdelning 1866–1867
- Konstruktör hos Emery Press comp. i New York 1867–1868
- Biträdande superintendent hos firma John Jewett och sons i New York 1868–1872
- Konstruktör vid Motala verkstad 1872–1874
- Maskiningenjör vid Gävle-Dala järnväg 1874–1876
- Ingenjör i flottans konstruktionsbyrå 1/1-1877
- Mariningenjörsstaten 9/11-1877
- Verkstadsföreståndare vid flottans station i Stockholm 7/10-1882
- Lärare i ångmaskinslära vid sjökrigsskolan 18/8-1886
- Direktör vid nämnda stat 19/9-1889
- Chef för ingenjörsdepartementet vid Karlskrona station 1/10-1889 LÖS så som 6/11-1889, RÖJKrO2kl 9/10-1890.
- Ledamot av kommittén för utarbetande av förslag rörande sjökrigsmaterielen 19/9-1892
- Överdirektörsassistent 1/6-1896,
- Direktör vid Mariningenjörsstaten 11/8-1898, t.f chef och överdirektör samma år
- Marindirektör av första graden vid Mariningenjörkåren 15/12-1905, marinöverdirektör och chef för nämnda kår avsked 8/3-1910.
- Ledande direktör vid Luth och Roséns och Ludvigsbergs verkstäder från 1910, HLÖS.

## Fartygskonstruktioner
Lilliehöök var med och konstruerade följande fartyg:
- Pansarskeppet HMS Dristigheten
- Pansarskeppet HMS Äran
- Pansarskeppet HMS Vasa
- Pansarskeppet HMS Manligheten
- Pansarskeppet HMS Tapperheten
- Pansarkryssaren HMS Fylgia
- Pansarskeppet HMS Oscar II
- Fullriggaren HMS Jarramas
- Hugo Lilliehöök har även skrivit under konstruktionsritningen på HMS Hajen, Sveriges första ubåt ritad av Carl Richson.